# Альберто де Ача
Альберто Фігероа де Ача (ісп. Alberto Figueroa de Acha; 3 квітня 1920, Кочабамба — дата смерті невідома) — болівійський футболіст, що грав на позиції захисника, за клуб «Зе Стронгест», а також національну збірну Болівії.

## Клубна кар'єра
У футболі дебютував 1944 року виступами за команду «Зе Стронгест», кольори якої і захищав протягом усієї своєї кар'єри гравця.

## Виступи за збірну
1945 року дебютував в офіційних матчах у складі національної збірної Болівії. Протягом кар'єри у національній команді, яка тривала 6 років, провів у її формі 24 матчі.
У складі збірної був учасником чотирьох чемпіонатів Південної Америки: 1945 року у Чилі, 1946 року в Аргентині, 1947 року в Еквадорі, 1949 року у Бразилії, а також чемпіонату світу 1950 року у Бразилії, де зіграв в розгромно програному матчі з Уругваєм (0-8).